# La Chancha
La Chancha (anteriormente llamada La Chancha Francisca) es una banda de rock uruguayo liderada por Juan Bervejillo (guitarrista y vocalista, además de creador de gran parte de las canciones).

## Historia
Por el año 1982, previo a la existencia de la banda, varios de quienes la terminarían formando integraban Pérez Pájaro, un grupo de rock progresivo. La creación de La Chancha Francisca como tal se dio en 1985, formada inicialmente por Juan Bervejillo (guitarra y voz), Javier López (bajo), Yanny Ippoliti (batería), Daniel Escanellas (saxo) y Gonzalo Jacue (guitarra).
En esta primera etapa, en el marco del boom del rock en Uruguay en épocas de posdictadura, tuvieron un relativo éxito. Fueron uno de los ganadores de un concurso de bandas organizado por la FM El Dorado, con lo que lograron grabar una canción para el disco Rock 87 (1987). Al año siguiente, con otras dos canciones, fueron parte de otro álbum recopilatorio del rock uruguayo del momento (Rock 4). En esos primeros años tuvieron bastantes actuaciones en vivo, fundamentalmente en Montevideo. Formaron parte de la grilla de los festivales Montevideo Rock 1 y 2.
Grabaron, en 1988, su primer LP. El álbum demoró más de un año en editarse, debido a la censura de una de sus canciones, El Presidente. Finalmente, fue editado (por el sello Orfeo) sin ese tema.
Entre 1989 y 1994, la banda tuvo muchos cambios de integrantes (incluyendo la salida y vuelta de su vocalista, Bervejillo, quien fue brevemente remplazado por Gabriel Santos). En 1994 grabaron el álbum N.E.N.A. (No Estamos Ni Ahí) y en 1996 Dios no quiere cosas chanchas (ambos editados de forma independiente, inicialmente en casete y posteriormente en formato CD). Para eso discos, se mantenían de la formación inicial de la banda Bervejillo (voz y guitarra), López (bajo y guitarra) e Ippoliti (batería), participando además Inés Bergara, Alejandro Mariatti y Alejandra Wolff (cantantes), Daniel Escanellas, Diego Lozza y Fabián García (saxos), Osvaldo Dufour (guitarra) y Héctor Pérez (bajo, percusión y coros).
En 1998, luego de editar su tercer disco, se dio el cambio más importante de integración, pasando de ser una banda de muchos integrantes, cercana a la música pop, a un trío clásico de rock (bajo, guitarra y batería). Cambiaron además el nombre, pasando a llamarse La Chancha. Si bien inicialmente los integrantes fueron Bervejillo, Ippoliti y López, este último fue rápidamente remplazado en su rol de bajista por Alejandro Nari.
Con este nuevo formato, grabaron los CD Todos queremos ser parte del show (2000), Pan y circo (2002), La Chancha es así (en vivo, 2004), La felicidad te necesita estúpido (2005), Ya somos grandes (nuevas versiones de canciones de la primera etapa, 2008), A la carta (2010) y Nosotros somos los otros (versiones acústicas de canciones ya editadas, 2015).
Bajo el nombre de La Chancha, Bervejillo y Nari se mantuvieron como integrantes, mientras que en batería pasaron, además de Ippoliti, Nicolás Souto, Sergio Núñez y Fabián Cabrera.
En 2006, fueron nominados a los Premios Graffiti como mejor grupo, además de su disco La felicidad te necesita estúpido como mejor álbum del año.
A partir de que Daniel Aguerregoyen tomó el lugar de mánager de la banda, en 2004, comenzaron a tener mayor presencia en recitales con bandas del exterior y festivales, participando por ejemplo del masivo Pilsen Rock en Durazno en 2006.
En sus últimos años, además de en formato “eléctrico”, la banda tuvo muchas actuaciones a lo largo de todo el país en formato “acústico”, sin batería (que se denominó “La Chancha Playera”), con Aguerregoyen en percusión y con músicos invitados.
En 2019, a través de su página de Facebook, anunciaron la disolución de la banda.

## Última integración
"TRÍO ELÉCTRICO"
- Juan Bervejillo - Guitarra y voz
- Alejandro Nari (Alito) - Bajo y voz.
- Yanny Ippoliti - Batería.
- Enzo Spadoni - Trombón
- Diego Lozza - saxo
- Héctor TOPPO Pérez - Bajo, Coros, Percusión

"LOS OTROS" (Canciones Chanchas en Formato acústico)
- Juan Bervejillo – guitarra y voz
- Alejandro Nari – bajo acústico y coros
- Javier Pérez – guitarra y coros
- Diego Blengini - piano
- Diego Lozza – saxofón
- Enzo Spadoni – trombón
- Magdalena Fuentes – violonchelo
- Santiago Medina - viola
- Daniel Aguerregoyen – percusiones

"FORMATO PLAYERO"
- Juan Bervejillo – guitarra y voz
- Alejandro Nari – bajo acústico y coros
- Javier Pérez – guitarra y coros
- Diego Lozza - saxofón
- Daniel Aguerregoyen - cajón peruano

## Discografía
- Las berenjenas también rebotan (1988, Orfeo)
- N.E.N.A. (No Estamos Ni Ahí) (1994)
- Dios no quiere cosas chanchas (1998)
- Todos queremos ser parte del show (2000)
- Pan y circo (2002)
- Nada se pierde (CD multimedia, 2003)
- La Chancha es así (en vivo, 2004)
- La felicidad te necesita estúpido (2005)
- Ya somos grandes (2008, Montevideo Music Group)
- A la carta (2010, Montevideo Music Group)
- Nosotros somos los otros (2015)

## Videografía
- Rock es (DVD, 2007)
- Canciones Chanchas en formato acústico (DVD, 2012)